# Bitwa pod Singarą
Bitwa pod Singarą – starcie zbrojne, do którego doszło w 344 roku n.e. pomiędzy Cesarstwem Rzymskim a Sasanidami.

## Podłoże konfliktu
W 298 roku zakończyła się wojna między Rzymem, a Sasanidami. Persowie ponieśli klęskę w bitwie pod Satalą (Cezar Galeriusz zdobył nawet harem perskiego władcy Narsesa) i musieli przyjąć upokarzające warunki traktatu pokojowego. Według jego treści nową wschodnią granicą Rzymu zostawała rzeka Tygrys oraz  kilka wysuniętych na wschód od niej terenów. Ponadto pod rzymskie zwierzchnictwo przeszły Albania, Iberia oraz Armenia, która uzyskała nowe ziemię kosztem perskiej Adiabeny. Po przejęciu nowych ziem Rzymianie zaczęli umacniać swoją władzę. Powołano jeden legion limitanei w celu obrony terenów położonych za Tygrysem, oraz zbudowano szereg twierdz wokół Nisibis (Singara, Bezabde, Castra Maurorum) Samo miasto stało się stolicą nowej prowincji i zostało wyznaczone jako  jedyne miejsce persko-rzymskiej wymiany handlowej.
Po wojnie nastąpił dość długi okres pokoju. Obie strony pogrążyły się w wewnętrznych niepokojach. W Rzymie, nastąpiła wojna między Tetrarchami, z której zwycięsko miał wyjść Konstantyn, a w Persji syn Narsesa, Hormizd II został prawdopodobnie zamordowany w 309 roku i nowym Królem królów został jego nowonarodzony syn Szapur II. W 325 roku n.e Szapur rozpoczął samodzielne rządy, a od początków jego panowania, nadrzędnym celem jego polityki było odzyskanie utraconych terenów. 

## Kampanie  poprzedzające bitwę

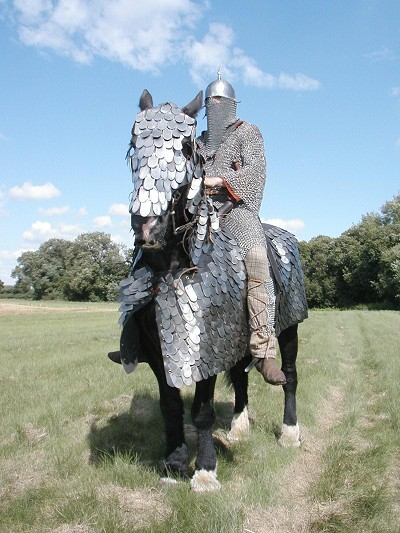
Rekonstrukcja wyglądu sasanidzkiego katafrakty z epoki

W 337 roku n.e. zmarł Konstantyn I Wielki, a nowym cesarzem panującym we wschodniej części imperium został Konstancjusz II, który od razu opuścił rzymski wschód, by zabezpieczyć swoją władzę w Konstantynopolu. Szapur II chcąc wykorzystać nieobecność władcy pomaszerował z wojskiem prosto na Nisibis i zaczął je oblegać. Perscy saperzy podkopali umocnienia i zatamowali lokalną rzekę, a następnie wykopali rowy by rzeka uderzyła w mury miejskie. 6 dnia oblężenia mury runęły pod naporem wody, natomiast Persowie musieli odwlec atak na wyłomy z powodu wody, gruzu i powstałego błota. W noc poprzedzającą atak obrońcy zabarykadowali wyłomy i ustawili balisty na pozycjach do ostrzału perskiej armii. Następnego dnia szturm został odparty, a kilka dni później Szapur II wycofał swoje wojska. Król królów musiał ponieść ciężkie straty ponieważ przez kilka następnych lat pozostał całkowicie bierny wobec rzymskich ataków. W tym czasie Konstancjusz II wrócił na wschód i w latach 338-343 przywrócił prorzymskiego władcę w Armenii oraz złupił i przesiedlił ludność perskiego miasta na wschodnim brzegu Tygrysu, dzięki czemu dodał do swojej oficjalnej tytulatury nazwę Adiabenicus. Prawdopodobnie właśnie to wydarzenie skłoniło Szapura do wznowienia działań wojennych. Sasanida zebrał armię i pomaszerował na zachód, a jego pierwszym celem miała być Singara.  Gdy Konstancjusz dowiedział się o nadchodzącej perskiej armii, polecił jednostkom limitanei by te nie opóźniały przeprawy wrogiej armii. Cesarz chciał bowiem doprowadzić do walnej bitwy.

## Bitwa
Persowie założyli obóz 25 km od rzymskiego obozu, który znajdował się pod murami Singary. Wczesnym rankiem Szapur rozkazał swoim łucznikom by ci ustawili się na fortyfikacjach obozowych i na wzgórzach obok jego obozu. Resztę swojej armii rozmieścił przed obozem. Władca Persji wysłał również mały oddział lekkiej kawalerii by ten zwabił Rzymian w stronę perskiej armii. Po ujrzeniu oddziału wroga, Rzymianie  rozpoczęli krótką walkę z Persami a następnie ruszyli w stronę ich obozu. Do Perskiego obozu Rzymianie dotarli późnym popołudniem, wtedy to na zmęczonych 25 kilometrowym marszem żołnierzy, runęli wypoczęci katafrakci. Niespodziewanie dla jeźdźców, legioniści  (prawdopodobnie Matiarii) użyli przeciwko opancerzonym konnym maczugi z metalowymi główkami, co doprowadziło do ucieczki katafraktów. Reszta perskiej armii, uciekła do obozu.
W nocy Rzymianie przeprowadzili szturm i zdobyli obóz. Na swoje nieszczęście legioniści zajęli się plądrowaniem i szukaniem wody, wtedy to perscy łucznicy widząc wrogów oświetlonych przez pochodnie lub płonący obóz, zasypali ich gradem strzał, zmuszając ich do wycofania się. Po bitwie Szapur zebrał resztki swojej armii i wrócił do Ktezyfontu.

## Konsekwencje
Bitwa pod Singarą spowodowała, że obie strony zaczęły unikać otwartej walki i skupiły na obleganiu wrogich twierdz. Ciężkie straty Rzymian oznaczały również oddanie inicjatywy w ręce Szapura, który do przybycia Cesarza Juliana, będzie aktywnie dążył do odzyskania Nisibis.